# Chasluç
Chasluç (en francès Châlus) és un municipi francès situat al departament de l'Alta Viena i a la regió de la Nova Aquitània.

## Referències

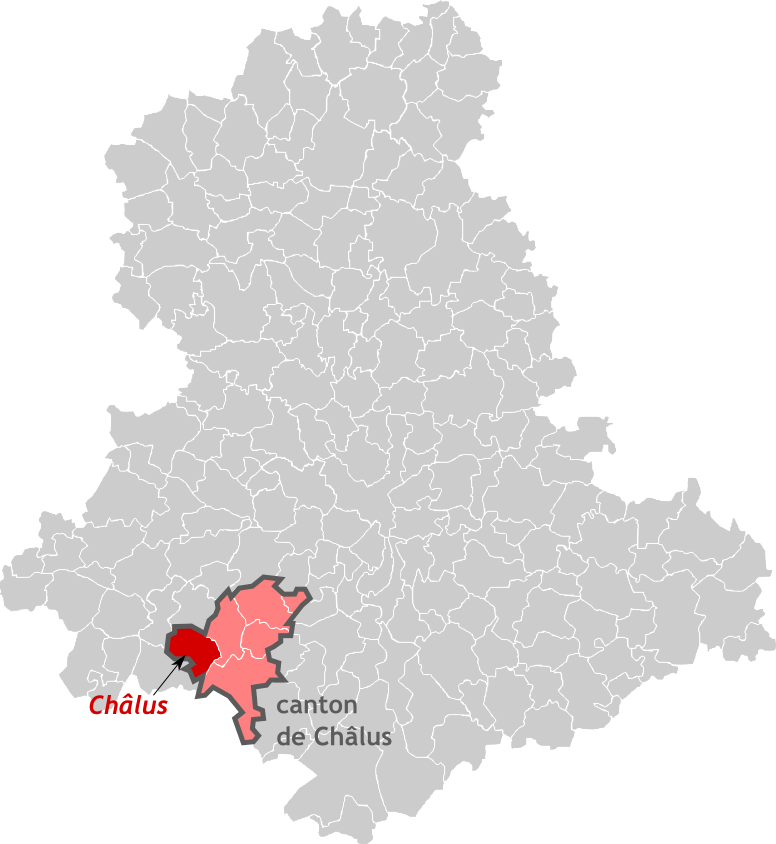
Situació del municipi a l'Alta Viena

## Demografia
| 1962                                       | 1968  | 1975  | 1982  | 1990  | 1999  | 2007  |
| ------------------------------------------ | ----- | ----- | ----- | ----- | ----- | ----- |
| 2.042                                      | 2.163 | 2.334 | 2.072 | 1.907 | 1.761 | 1.636 |
| Des de 1962: població sense dobles comptes |       |       |       |       |       |       |

## Administració
| Període   | Identitat        | Partit |
| --------- | ---------------- | ------ |
| 1945-1981 | André Besse      |        |
| 1971-1975 | Robert Dolier    |        |
| 1975-1981 | André Mazière    |        |
| 1981-2001 | Pierre Charissou | PS     |
| 2001-2008 | Pascal Mazeau    | PS     |
| 2008-     | Alain Brézaudy   |        |